# Synegiodes sanguinaria
Synegiodes sanguinaria là một loài bướm đêm trong họ Geometridae.